# Standfast 33

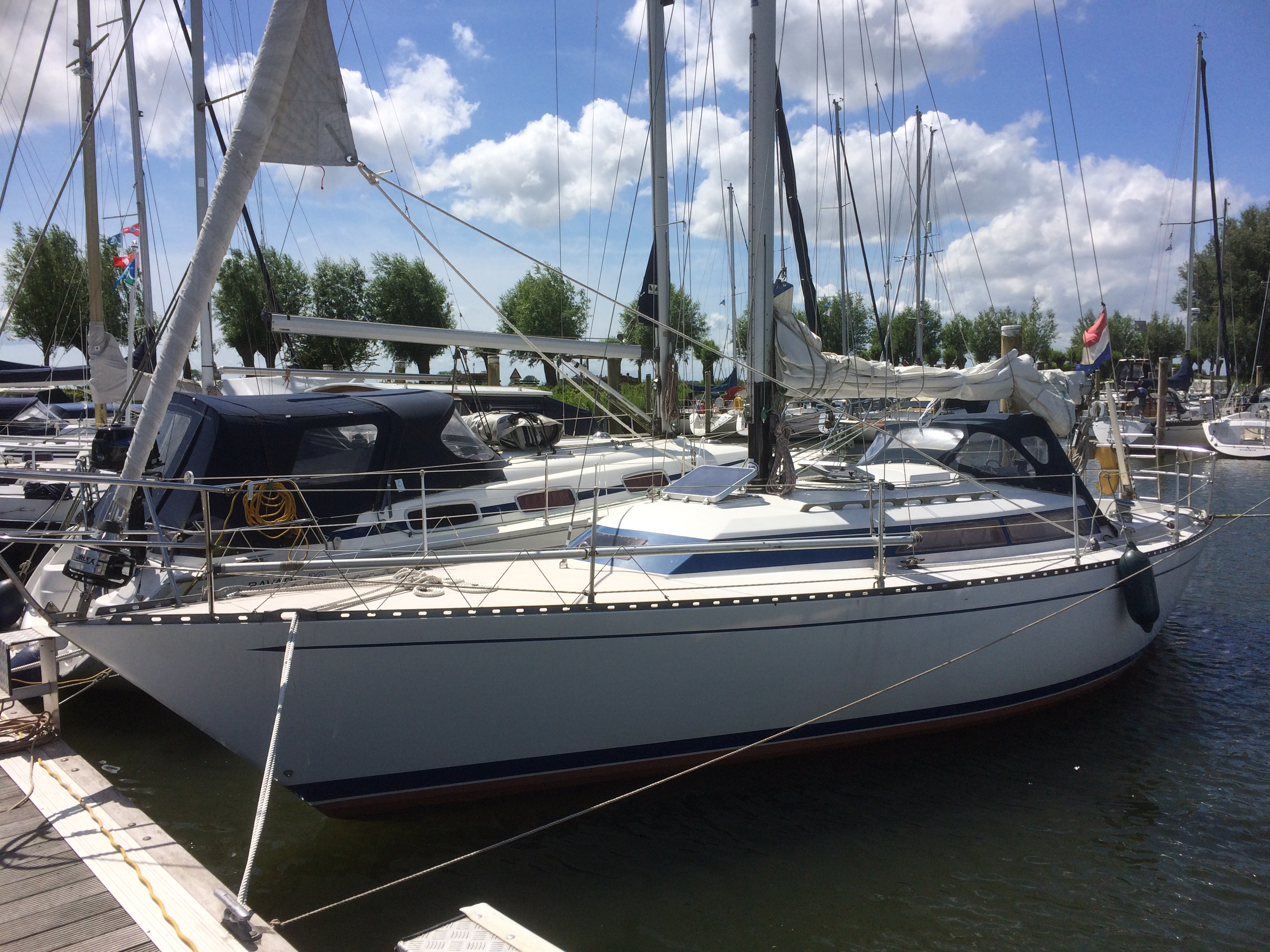
Standfast 33

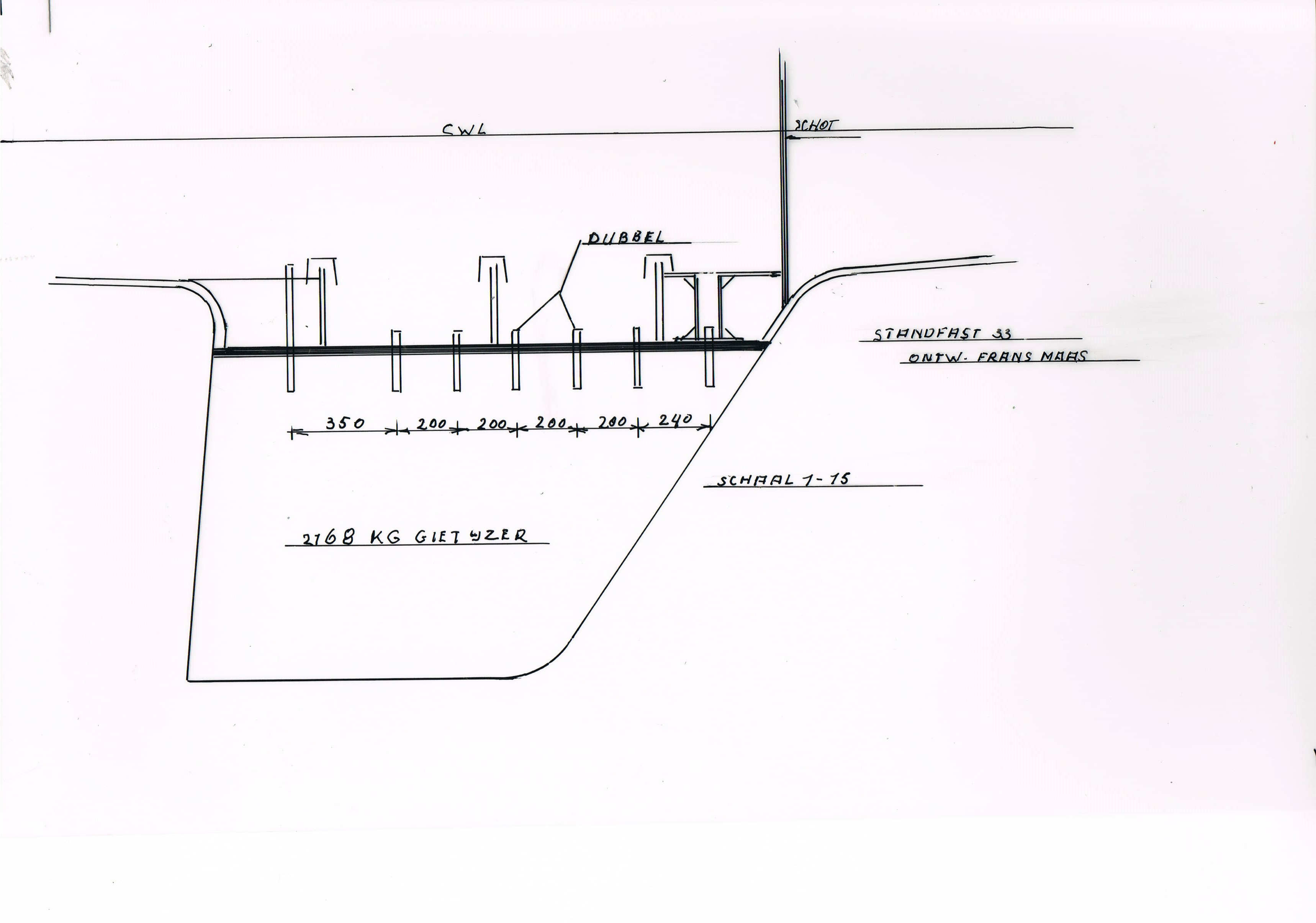
Tekening Kiel

De Standfast 33 is een polyester kajuitzeiljacht, met een romp van het type monohull, ontworpen door Frans Maas. De Standfast 33 werd als serieproduct gebouwd door de werf Standfast Yachts in Breskens, in de periode 1977 tot 1980. De boten zijn met stuurwiel- of helmstokbesturing uitgevoerd en zijn voorzien van een gemariniseerde inboard dieselmotor.  

## Ontwerp

### Afmetingen
- Lengte (LOA): 33 feet oftewel 10 meter
- Lengte (LWL): 8,10 meter
- Breedte: 3,20 meter
- Doorvaarthoogte: 14 meter
- Mastlengte: 12,80 meter
- Waterverplaatsing: 4.600 kg
- Ballast: 2.168 kg (gietstalen vinkiel, zie tekening kiel aan rechterzijde)
- Diepgang: 1,85 meter
- Stahoogte in kajuit: 1,85 meter

### Zeilen
| Zeil      | Oppervlak |
| --------- | --------- |
| Grootzeil | 20 m²     |
| Genua 1   | 43 m²     |
| Genua 2   | 36 m²     |
| Fok 1     | 26 m²     |
| Fok 2     | 17 m²     |
| Stormfok  | 8 m²      |
| Spinnaker | 90 m²     |
| Gennaker  | 65 m²     |

## Nog in de vaart

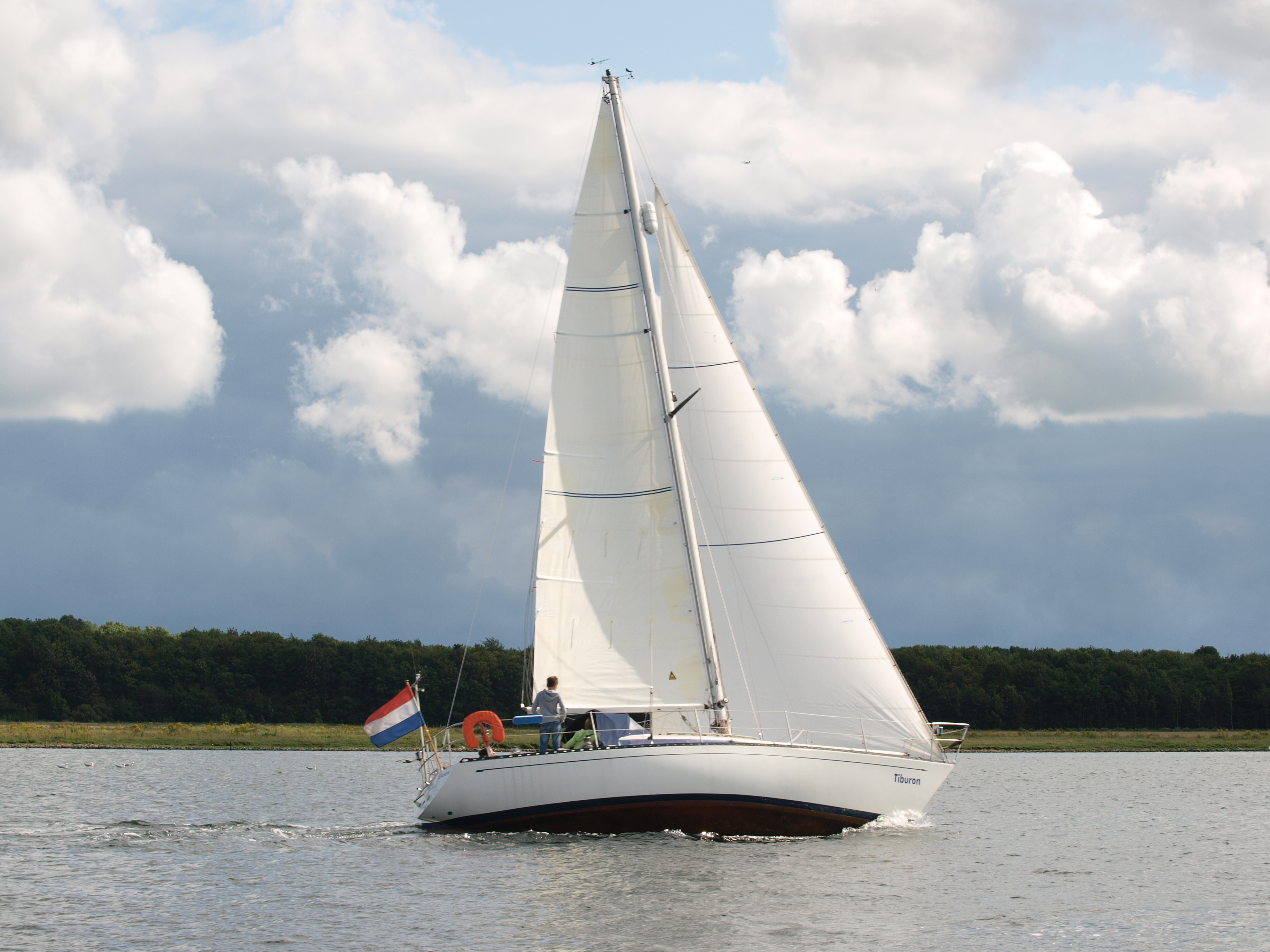
Standfast 33 "Tiburon"

- Cosinus, Standfast 33 uit 1980, thuishaven wsv De Put
- Lolita, Standfast 33 uit 1978, thuishaven Olympia, Washington (VS)
- Tiburon, Standfast 33 uit 1980, thuishaven Zierikzee, Zeeland
- Evenwicht, Standfast 33 uit 1980, bouwnr. 535 thuishaven Hellevoetsluis
- Fernweh, Standfast 33 uit 1979, thuishaven New London, CT USA
- Roxane, Standfast 33 uit 1979, thuishaven Breskens, NL
- Freon-Skip, Standfast 33 uit 1978. thuishaven Dintelmond, NL
- Iris, Standfast 33 uit 1978 thuishaven Sint Annaland NL
- Phoenix, Standfast 33 uit 1978 thuishaven Urk, NL